# هارتلی بر الکساندر
هارتلی بر الکساندر (انگلیسی: Hartley Burr Alexander; ۹ آوریل ۱۸۷۳ – ۲۷ ژوئیهٔ ۱۹۳۹) فیلسوف، و نویسنده اهل ایالات متحده آمریکا بود.